# Campofelice di Roccella
Campofelice di Roccella (tiếng Sicilia: Campufilici di Ruccedda) là một đô thị trong tỉnh Palermo, vùng Sicilia, Ý. Đô thị này có diện tích 14,7 km2, dân số theo điều tra thời điểm 31 tháng 12 năm 2004 của Viện thống kê Ý là 5896 người. Campofelice di Roccella giáp các đô thị: Collesano, Lascari, Termini Imerese.